# Unirea (Bistrița-Năsăud)
Unirea (veraltet Altdorf, Aldorf auch Aldorfu; deutsch Wallendorf auch Walldorf, siebenbürgisch-sächsisch Wuandref, ungarisch Aldorf) ist ein Ortsteil der rumänischen Stadt Bistrița (Bistritz) im sog. Nösnerland in Siebenbürgen.

## Geschichte
Es wird angenommen, dass der Ort um 1150 von Siebenbürger Sachsen gegründet wurde. Die genaue Herkunft der ersten Siedler Wallendorfs konnte bis dato noch nicht eindeutig festgestellt werden. In ihren Nachforschungen sind sowohl Karl Kurt Klein (Weisskirch), als auch Ernst Wagner zum Schluss gelangt, dass es wahrscheinlich Wallonen waren, die Wallendorf gegründet haben. Wallendorf war früher eine selbstständige Gemeinde und wurde inzwischen nach Bistrița eingemeindet.

## Söhne und Töchter der Gemeinde
- Ernst Wagner (1921–1996), Agrarwissenschaftler und Landeskundler